# Henry Byng (4e comte de Strafford)
Henry William John Byng, 4e comte de Strafford (21 août 1831 – 16 mai 1899) est un pair et courtisan britannique.

## Biographie
Il est le deuxième fils de George Byng (2e comte de Strafford) et de sa première épouse, Agnes Paget. À partir de 1840, il est page d'honneur de la reine Victoria et rejoint les Coldstream Guards en 1847 en tant que lieutenant. En 1854, il est promu capitaine et nommé adjudant plus tard dans l'année et major surnuméraire en 1865.
En 1872, Byng est nommé Groom-in-Waiting puis écuyer deux ans plus tard. En 1895, il est nommé chevalier de l'Ordre du Bain et fait chevalier de l'Ordre royal de Victoria en 1897. En 1898, il hérite des titres de son frère aîné.
Il est tué par un train express à la gare de Potters Bar. Des témoins ont déclaré qu'il semblait marcher devant le train qui approchait du bas de la pente à l'extrémité de la plate-forme. Son corps est transporté à 50 mètres sur la piste. Un tribunal du coroner a appris plus tard qu'il souffrait de catalepsie. Le jury d'enquête - après avoir examiné plusieurs verdicts dont le suicide - a rendu un verdict de décès par mésaventure.
Comme ses fils l'ont précédé dans la tombe, les titres passent à son frère Francis Byng (5e comte de Strafford).

## Famille

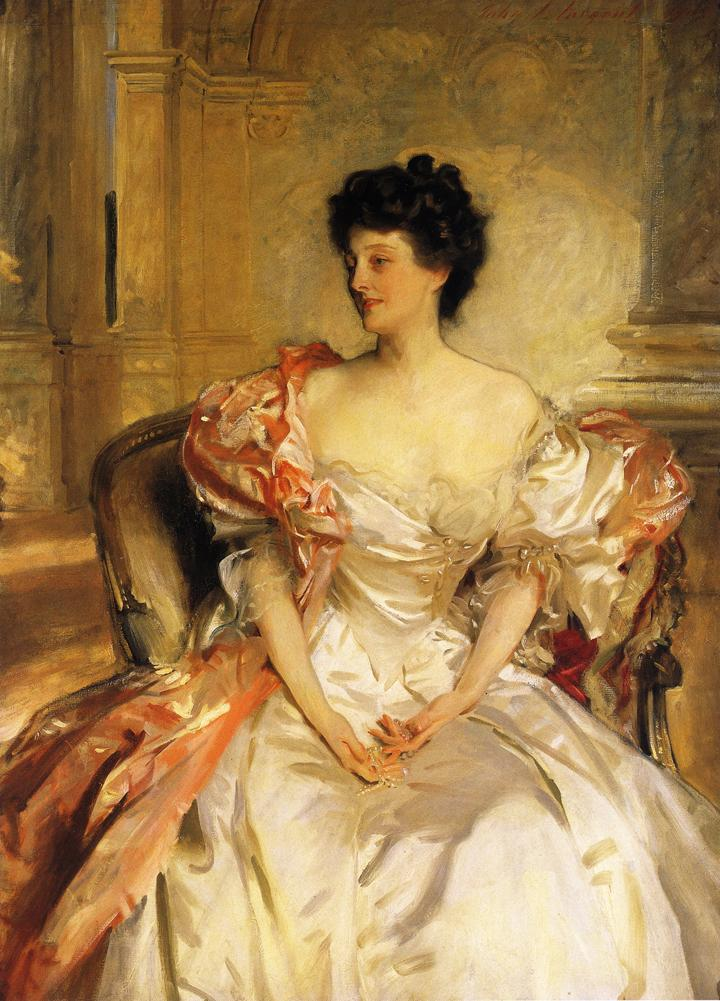
Cora, comtesse de Strafford, John Singer Sargent, 1908

Le 15 octobre 1863, il épouse la comtesse Henrietta Louisa Elizabeth af Danneskiold-Samsøe (en) (une petite-fille maternelle de Charles Brudenell-Bruce (1er marquis d'Ailesbury)) et ils ont quatre enfants:
- George Albert Edward Alexander (1867–1893)
- John George Thomas Wentworth (1870–1894)
- Mary Elizabeth Agnes (décédée en 1946), épouse le comte Maurice Talvande, Count de Mauny Talvande.
- Amy Frederica Alice (1865-1961), épouse Sidney Agar, 4e comte de Normanton.

Après la mort de sa femme en 1880, Byng épouse le 6 décembre 1898 Cora Colgate née Smith (une riche veuve américaine), mais ils n'ont pas d'enfants.
Il est enterré dans un caveau familial dans le cimetière de St John's Potter's Bar avec sa première femme, l'église est devenue désaffectée et sujette au vandalisme. Les corps sont donc exhumés en 1935 et transférés dans un mausolée du domaine familial voisin de Wrotham Park.